# Per Brinch Hansen

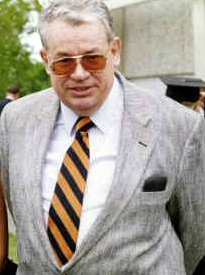
Per Brinch Hansen. 1999. Universidad de Siracusa, NY.

Per Brinch Hansen (13 de noviembre de 1938 - 31 de julio de 2007) fue un informático danés-estadounidense conocido por la teoría de la programación concurrente.

## Biografía
Nació en Frederiksberg, en Copenhague, Dinamarca.
Brinch Hansen fue uno de los pioneros de la programación concurrente y núcleos de sistemas operativos. Él acuñó el término danés para computadora: Datamat (Inglés: datamaton). En la década de 1960, Brinch Hansen trabajó en la empresa de informática danesa Regnecentralen, primero, en el grupo de compilador dirigido por Peter Naur y Jørn Jensen, más tarde, como el principal arquitecto de la minicomputadora 4000 RC y su famoso kernel del sistema operativo (RC 4000 Multiprogramming System). En 1972, escribió el libro Operating System Principles(Principios de los Sistemas Operatvos).
En 1970, su investigación en ciencias de la computación se centró en la programación concurrente: Inspirados por el lenguaje de programación de Ole-Johan Dahl y Kristen Nygaard(Simula 67), que inventó el concepto de monitor en 1972. En los Estados Unidos, también se desarrolló el primer lenguaje de programación concurrente, Pascal concurrente, en 1975. En 1977, escribió el primer libro sobre programación concurrente:The Architecture of Concurrent Programs(La Arquitectura de los programas concurrentes).
Más recientemente, Brinch Hansen documento el desarrollo histórico de estas áreas fundamentales de la informática.
En 1987, se convirtió en profesor en la Universidad de Siracusa, Estado de Nueva York. El 31 de julio de 2007, por Brinch Hansen murió de cáncer.

## Educación

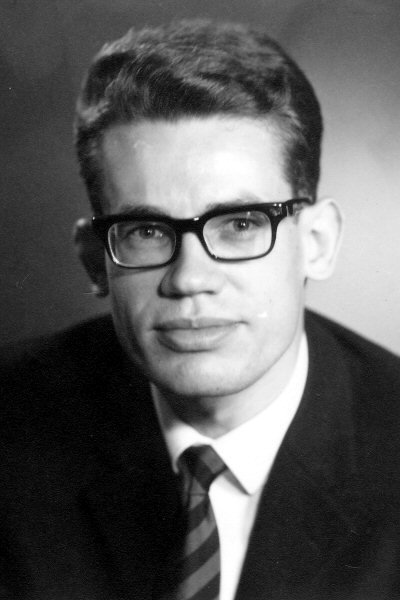
Per Brinch Hansen. 1959. En su etapa de estudiante.

- 1957 High School graduation, St. Jørgens Gymnasium, Frederiksberg
- 1963 MS en Ingeniería Eléctrica, Technical University of Denmark(Universidad Técnica de Dinamarca)

## Experiencia Profesional
- 1963–1967 Programador de sistemas, Regnecentralen, Copenhague
- 1967–1970 Jefe de desarrollo de software, Regnecentralen
- 1970–1972 Investigador asociado, Carnegie Mellon University
- 1972–1976 Profesor asociado, California Institute of Technology
- 1976–1982 Profesor, University of Southern California
- 1982–1984 El profesor Henry Salvatori, University of Southern California
- 1984–1987 Profesor, Universidad de Copenhague, Dinamarca
- 1987–2007 Profesor distinguido, Syracuse University

## Menciones y premios
- 1978 Doctor Technices, Technical University of Denmark, por su libro The Architecture of Concurrent Programs
- 1985 IEEE Fellow
- 1989 Chancellor's Medal, Syracuse University(Universidad de Siracusa)
- 2002 IEEE Computer Pioneer Award, por el desarrollo pionero en sistemas operativos y programación concurrente, ejemplificado por el trabajo en el RC 4000 Multiprogramming System, monitores y Pascal concurrente

## Quotations
- Writing is a rigorous test of simplicity: It is just not possible to write convincingly about ideas that cannot be understood
- Programming is the art of writing essays in crystal clear prose and making them executable